# Bálint Rezső (harsonaművész)
Bálint Rezső (Budapest, 1980. február 4. –) magyar harsonaművész, Artisjus-díjas zenepedagógus, műsorvezető, zenei producer.

## Életrajz
Zeneiskolás korában trombitálni tanult, majd Foltyn Péter növendéke lett a Weiner Leó Zeneművészeti Szakközépiskolában harsona szakon. 1992-ben második helyezést ért el az országos mélyrézfúvós versenyen.
1999-ben felvételt nyert a Bécsi Zeneművészeti Egyetemre, ahol tanára Prof. Rudolf Josel. 2004-ben tanári, 2006 júniusában magiszteri diplomát szerzett. Részt vett számos kurzuson Európa szerte, tanárai voltak többek között Wolfram Arndt, Frank Szathmáry-Filipitsch, Carlsten Svanberg, Ian Bosfield. Olyan hírességekkel dolgozott együtt, mint Bernard Haitink, Edo de Waart, Yutaka Sado, Wen-Pin Chien.
2000-ben a Budapesti Nagycirkusz harsonása. 2000-2005 között tagja volt a bécsi Tonkünstler Ensemble-nek. 2003-ban megalapította a Chameleon Jazz Band-et, melynek művészeti vezetője. Ebben az évben tagja volt a japán PMF Orchestrának. 2003 óta a budaörsi Leopold Mozart Zeneiskola mélyrézfúvós tanára. 2004-ben a dél-Koreai nemzetközi harsonaverseny döntőse. 2004 óta a Weiner Leó Zeneművészeti Szakközépiskola tanára. 2008 és 2011 között a Budaörs Rádió szerkesztő-műsorvezetője. 2009-től az Österreichische Schule Budapest – Oberstufenrealgymnasium énektanárja. Évek óta fesztiválok, városi rendezvények, valamint a Zenés | Mesés című talk-show sorozat házigazdája.
Munkásságát az Artisjus Zenei Alapítvány Kuratóriuma 2012. december 8-án Artisjus-díjjal ismerte el.